# Bucey-lès-Traves
Bucey-lès-Traves is een gemeente in het Franse departement Haute-Saône (regio Bourgogne-Franche-Comté) en telt 106 inwoners (2011). De plaats maakt deel uit van het arrondissement Vesoul.

## Geografie
De oppervlakte van Bucey-lès-Traves bedraagt 2,8 km², de bevolkingsdichtheid is dus 37,9 inwoners per km².
De onderstaande kaart toont de ligging van Bucey-lès-Traves met de belangrijkste infrastructuur en aangrenzende gemeenten.

## Demografie
Onderstaande figuur toont het verloop van het inwonertal (bron: INSEE-tellingen).